# Bahil János
Bahil János (Erdőbádony, 1650 körül – Bakostörék, 1722 körül) evangélikus lelkész, Bahil Mátyás apja.

## Élete
Zólyom vármegyéből származott. Wittenbergben tanult 1667-1669-ben, értekezésének címe: De evoluta logices notora et sophistica. 1670-től 1686-ig rektor volt, 1686 és 1707 között Süvetén, 1707 és 1714 között Vizesréten teljesített lelkészi szolgálatot.